# Star Wars: Episode I Racer
A Star Wars: Episode I Racer (magyarul: Csillagok háborúja: I. rész verseny) a Csillagok háborúja I: Baljós árnyak című filmben látható légfogatversenyen alapuló, légfogatversenyzős videójáték. A játékban nyolc bolygón összesen 25 különböző pálya, valamint a filmben szereplő összes és számos további versenyző is megtalálható. A játékban mutatkozott be Jake Lloyd, aki Anakin Skywalker hangját adta, illetve a filmben is eljátszotta. A játék eredeti neve Pod Racer lett volna, azonban ezzel a névvel már korábban is jelent meg videójáték.

## Játékmódok
A következő játékmódok jelentek meg a játékban:
- Tournament/Versenysorozat: A fő játékmód, melyben a játékosok pénzért versenyeznek, melyeken alkatrészeket és szerviz droidokat vásárolhatnak. Új pályákat, versenyzőket, és kiegészítő alkatrészeket oldhatnak fel a sikeres versenyzéssel. A gépi versenyzők teljesítménye változó. (Lásd még: Versenysorozat!)
- Free Race/Szabad verseny: Ebben a játékmódban minden a Versenysorozatban már feloldott pályán lehet versenyezni, gyakorolni, bármely feloldott pilótával. Ebben a módban állítható a gépi versenyzők teljesítménye; a nehézség.
- Time Attack/Gyorsasági mód: A Szabad versenyhez hasonló mód, azonban itt a gépi pilóták helyett az idővel kell versenyezni. A feladat a minél jobb kör- és futamidő elérése. A MIcrosoft Windows verzióból ez a játékmód hiányzik, azonban ott a Szabad verseny módban a gépi ellenfelek száma nullára csökkenthető.
- 2 Player/Multi Player/Többjátékos mód: Ebben a módban több játékos is versenyezhet egymással (számítógépen IPX segítségével). Bármely már feloldott pálya és versenyző választható, illetve beállítható a gépi ellenfelek száma, teljesítménye.

## Versenysorozat
A versenysorozatban a játékos egy-egy futam első négy vagy dobogós helyezéseiért küzd, melyekért „pénzjutalomban” részesül, esetenként a pálya legjobb versenyzőjét is megkapja, mint választási lehetőség, valamint továbbléphet a következő versenypályára. A pénzért fogatalkatrészeket lehet vásárolni, a járművet tuningolni.
| Bolygók - Tatuin (Tatooine) - Mon Gazza - Ando Prime - Aquilaris - Malastare - Oovo IV - Ord Ibanna - Baroonda | Pályák: - Amateur Podracing Circuit 1. The Boonta Training Course 2. Mon Gazza Speedway 3. Beedo's Wild Ride 4. Aquilaris Classic 5. Malastare 100 6. Vengeance 7. Spice Mine Run - Semipro Podracing Circuit 1. Sunken City 2. Howler Gorge 3. Dug Derby 4. Scrapper's Run 5. Zugga Challenge 6. Baroo Coast 7. Bumpy's Breakers - Galactic Podracing Circuit 1. Executioner 2. Sebulba's Legacy 3. Grabvine Gateway 4. Andobi Mountain Run 5. Dethro's Revenge 6. Fire Mountain Rally 7. The Boonta Classic - Invitational Podracing Circuit 1. Ando Prime Centrum 2. Abyss 3. The Gauntlet 4. Inferno | Pilóták: - Anakin Skywalker - Teemto Pagalies - Sebulba - Rats Tyrell - Aldar Beedo - Mawhonic - Ark „Bunkós” Roose (Ark Roose) - Wan Sandage - Mars Guo - Ebe Endacott - Dud Bolt - Gasgano - Kampós Clegg (Clegg Holdfast) - Elan Mak - Neva Kee - Bozzie Barranta - Boles Roor - Ody Mandrell - Fud Sang - Ben Quadinaros - Slide Parimiter - Toy Dampner - Bullsey Navior - Cy Yunga - Jin Reeso |

## Verziók
A Star Wars: Episode I Racer öt platformon jelent meg: Nintendo 64, PC (Microsoft Windows), Game Boy Color, Macintosh és Dreamcast.

### Nintendo 64
A játék egy különleges kiadást is megélt; Nintendo 64-re. A Limited Edition Nintendo 64 Star Wars: Episode I Racer hardware Bundle (korlátozott példányszámú Nintendo 64 Star Wars: Episode I Racer hardvercsomag) a konzol egy szürke–fekete változatát és a játék egy példányát tartalmazta. Bár a Nintendo 64-kártya kihasználta az Expansion Pak memóriaegységének előnyeit a különböző terepek és felületek megjelenítésének során versenyzés közben, a kártya memórialimitje negatív hatásokkal járt. A játékban előre elkészített videók szerepeltek, és a filmzenéből csak egy téma maradhatott benne. Míg a Microsoft Windows-, Macintosh- és Dreamcast-verziókban minden pályán különböző, a filmből vett zene szólt, ebben a változatban minden futam utolsó körében hallható ugyan az a téma. A mozifilm premierjének napján, 1999. május 19-én került a boltokba.

### Microsoft Windows
Előbb, 1999. április 30-án jelent meg a játék számítógépes verziója. A Microsoft Windows-változat majdnem egyezik a Nintendo 64 változattal, azonban a Toy Dampner nevű pilóta a Malvolent nevű pálya helyett az Executioner elnevezésűn versenyzik. Különböznek a csaláskódok, illetve a Windows verzióban a pályák elei bevezetővideók hosszabbak. Fejlettebb az aláfestő zenék használata (a WAV formátumban tárolt számok hallhatóak), valamint a sebességmérő bitmap helyett vektorgrafikát használ. Különböző továbbá címképernyő, illetve a Többjátékos mód IPX segítségével érhető el, és nem azonos platformról; így akár nyolc ember is részt vehetett egy futamban.

### Game Boy Color
A Game Boy Color – az eredeti nyolcbites Game Boy hardver színes változata – technikailag nem volt képes megjelentetni a többi verzió által használt 3D-s grafikát, így ebben a változatban rövidített pályák szerepeltek 2D-s madártávlati nézettel. Ezen kívül számos kiadása tartalmaz egy úgynevezett Rumble (zörgő) beállítást, mellyel aktiválni lehet a játékkártyába helyezett akkumulátor vibrálását. 1999. november 30-án jelent meg.

### Egyéb verziók
A nagy sikerre való tekintettel 1999. december 16-án jelent meg a játékmenetben az eredeti változatokkal azonos Macintosh-változat, melyhez azonban nem kötelező a 3D-s gyorsító. 2000. április 4-én került piacra a Dreamcaston a játék. Ez utóbbi változat rendelkezik a legjobb grafikával és a legtöbb átkötővideóval, ám így sem használta ki teljesen a Dreamcast nyújtotta lehetőségeket. Ez az első LucasArts-játék, ami megjelent a konzolon. A játékosok eredményeiket az interneten megosztva összehasonlíthatják magukat a többi játékossal.
Még 2000-ben megjelent az eredeti játéktól (főleg a pályákban) jelentősen különböző Arcade-verzió, a Star Wars: Racer Arcade. A tervek szerint elkészült volna PlayStationre is, de még 1999 júliusában bejelentették a projekt eltörlését. 2002. február 22-én jelent meg a nyolc évvel a Mos Espai verseny után játszódó PlayStation 2-változat, a Star Wars: Racer Revenge, mely Sebulba Anakin elleni bosszújáról szól.

## Fogadtatás
2004 márciusában a GMR Magazine minden idők ötödik legjobb Csillagok háborúja-videójátékának sorolta be. Az egyes változatok MobyRankje – számos kritikából súlyozottan számolt átlagértékelése: 83% (Nintendo 64), 77% (Microsoft Windows), 74% (Dreamcast) és 64% (Game Boy Color). A Game Rankings hasonló jellegű adatbázisában a Dreamcast-változat 75,42%-ot; a Game Boy Color-megjelenés 69,44%-ot kapott. Az IGN 8 (Microsoft Windows), 7,2 (Nintendo 64) illetve 6 (Game Boy Color, Dreamcast) ponttal jutalmazta a maximális tízből. A GameSpot 8,4 (Nintendo 64), 8,2 (Microsoft Windows), 7,5 (Dreamcast) és 6,9 (Game Boy Color) pontra értékelte a játékot. Legtöbb kritika a könnyűsége miatt érte.

## Hangszínészek
| Színész          | Szereplő                                 |
| ---------------- | ---------------------------------------- |
| Jake Lloyd       | Anakin Skywalker                         |
| Andrew Secombe   | Watto                                    |
| Lewis MacLeod    | Sebulba                                  |
| Scott Capurro    | Fode                                     |
| Greg Proops      | Beed                                     |
| Dominic Armato   | Ben Quadinaros/Kampós Clegg              |
| Bob Bergen       | Ody Mandrell/Jinn Reeso/Cy Yunga/Gasgano |
| Gregg Berger     | Wan Sandage                              |
| Dave Fennoy      | Toy Dampner                              |
| Roger L. Jackson | Ark „Bunkós” Roose/Ebe Endocott          |
| Nick Jameson     | Aldar Beedo                              |
| David Jeremiah   | Dud Bolt/"Bullseye" Navior               |
| Tom Kane         | Elan Mak/Slide Paramita                  |
| Peter Lurie      | Boles Roor/Neva Kee                      |
| Terence McGovern | Ratts Tyerell/Bozzie Baranta             |
| Michael Sorich   | Mawhonic/Teemto Pagalies                 |
| Jim Ward         | Mars Guo/Fud Sang                        |

### Magyar kifejezések
- West Reynolds, David. Star Wars I. rész: Képes enciklopédia, ford. Radnóti Alíz, Varga Csaba, Budapest: Panemex (1999). ISBN 963-9090-35-2